# Okál

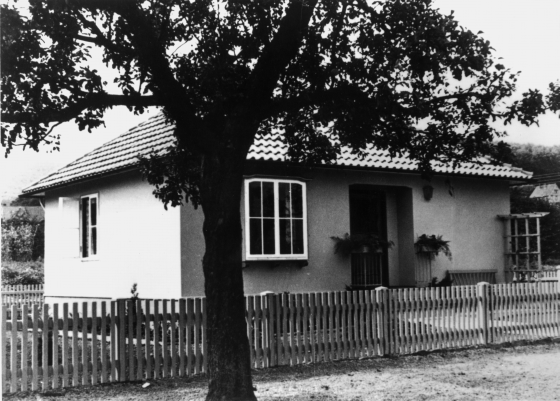
První montovaný dům firmy OKAL, postavený v roce 1959 v německém Lauensteinu

Okál je lidové označení typizovaných montovaných dřevostaveb, které se v Československu začaly objevovat počátkem 70. let 20. století. Tehdy národní podnik Rudné doly Jeseník zakoupil licenci na příslušný systém od německé firmy OKAL – Otto Kreibaum aus Lauenstein (dnes součást firmy Deutsche Fertighaus Holding), z jejíž zkratky vzniklo označení okál. Okály byly oblíbenou a poměrně dostupnou alternativou k panelovým sídlištím a postavilo se jich velké množství.
Konstrukci okálu tvoří dřevěné sloupky, které jsou oplášťovány deskami – z vnější strany azbestocementovými a z vnitřní dřevoštěpkovými. Prostor mezi deskami je vyplněn tepelnou izolací. Nevýhodou je, že z lepidla ve starých dřevoštěpkových deskách se může uvolňovat formaldehyd a vnější desky při neopatrné manipulaci mohou být zdrojem azbestového prachu, což obojí má negativní vliv na lidské zdraví.